# Högsjön (Karlanda socken, Värmland)
Högsjön är en sjö i Årjängs kommun i Värmland och ingår i Göta älvs huvudavrinningsområde. Sjön är 12 meter djup, har en yta på 0,848 kvadratkilometer och är belägen 136,6 meter över havet. Sjön avvattnas av vattendraget Fårnåsälven (Kroksälven).

## Delavrinningsområde
Högsjön ingår i det delavrinningsområde (660833-128592) som SMHI kallar för Utloppet av Högsjön. Medelhöjden är 190 meter över havet och ytan är 35,73 kvadratkilometer. Räknas de 3 avrinningsområdena uppströms in blir den ackumulerade arean 82,83 kvadratkilometer. Fårnåsälven (Kroksälven) som avvattnar avrinningsområdet har biflödesordning 4, vilket innebär att vattnet flödar genom totalt 4 vattendrag innan det når havet efter 273 kilometer. Avrinningsområdet består mestadels av skog (67 procent) och öppen mark (12 procent). Avrinningsområdet har 2,21 kvadratkilometer vattenytor vilket ger det en sjöprocent på 6,2 procent.